# Górgidas
Górgidas (en griego antiguo: Γοργίδας) fue un noble y militar tebano compañero del general Epaminondas y comandante del Batallón Sagrado de Tebas, una unidad de élite formada por 150 parejas de soldados homosexuales. Cada pareja estaba compuesta por un hombre adulto y otro más joven. El de más edad era llamado heniochoi (conductor) e instruía al más joven, llamado paraibatai (compañero).
Tras la reconquista de Tebas, ocupada en el 379 a. C. por una guarnición espartana, y de la muerte de Arquias y Leontíades, Epaminondas y Górgidas se unieron a Pelópidas y lo introdujeron en la asamblea tebana, donde instó a los tebanos a luchar por la libertad de su ciudad.
En el 378 a. C., Górgidas y Pelópidas fueron nombrados beotarcas y decidieron pactar con Esfodrias, el gobernador de Esparta que el rey espartano Cleómbroto había dejado en Tespias, para conseguir que Esparta invadiera Ática provocando el enfrentamiento entre Atenas y Esparta.